# 北京语言大学新新青年社团
北京语言大学新新青年社团（简称北语新新青年社团、新新青年、新新社）是北京语言大学学生社团，成立于2015年，2018年8月25日北语社团理事会微信公众号通告，新新青年要整改，不能宣传和招新。2018年12月北京大学马克思主义学会被校方改组、清场后，新新青年曾在网络发表声援书抗议。2019年1月7日，北语团委社团理事会决定注销新新青年，指社团多项违规。